# Bernabé Sanchis Sanz
Bernabé Sanchis Sanz es un director de banda y compositor valenciano, sobrino y hermano de los también compositores y directores Bernabé Sanchis Porta y Vicent Sanchis Sanz.
Inicia sus estudios con el maestro José Medina, director de la banda de su pueblo, y finalizó la carrera en el Conservatorio Superior de Música de Valencia con los maestros R. Correl, J. Mª Cervera, Manuel Palau, Leopoldo Magenti, Mª Teresa Oller y José Climent. Obtuvo el título superior de trompeta - fliscorno, Contrapunto, Fuga y Composición, además de la beca "Santiago Lope" destinada a los mejores alumnos de promoción.
En 1963 ingresa en el Cuerpo Nacional de Directores de Bandas de Música Civiles en segunda categoría, pasando a la primera también por oposición en 1980. En 1965 accede por oposición a la plaza de fliscorno en la Banda Municipal de Música de Palma, realizando asimismo las labores de subdirector y director.
En 1979 es designado Director Titular de la banda municipal de Vitoria y en 1981 Director Titular de la banda municipal de Alicante, donde desarrolló una importante labor hasta 2002, cuando se jubiló.
Ha dirigido además, las bandas de Alacuás, Aldaya, Enguera, Silla, Cullera y Pollensa. Como director Invitado ha dirigido a la Banda municipal de Madrid, Barcelona, Sevilla u Huelva entre otros. Jurado en distintos certámenes tanto provinciales, nacionales como internacionales, ha sido miembro del Consejo Asesor de la Música de la Generalidad Valenciana. Es socio numerario de la Sociedad General de Autores y Editores, y miembro de la Asociación de Compositores de la Comunidad Valenciana (COSICOVA).
En 1986 obtiene una beca de la Diputación de Alicante para realizar un curso de dirección de Orquesta con el maestro Marco Ferrara en Siena (Italia). Este mismo año se le concede el premio de Composición "Hogueres de Sant Joan" de Alicante. En 1996 se le concede el premio de composición en la especialidad de Marchas Moras de Música Festera "Sant Jordi" de Alcoy. En el año 2000 compone, por encargo de la Diputación de Alicante, la Suite "Mar de Almendros" inspirada en temas alicantinos y cantos de la guerra civil española. Esta obra fue de obligada interpretación en el Certamen de Bandas de la Diputación de Alicante de 2001 y en el Internacional de Valencia de 2002 en su 1.ª categoría.